# Eugene Lindsey
Pour les articles homonymes, voir Lindsey.
Eugene E. Lindsey, né le 2 juillet 1905 à Sprague et mort au combat le 4 juin 1942 lors de la bataille de Midway, est un pilote de l'aéronavale américaine.

## Biographie
Sorti de l'Académie navale d'Annapolis en 1927, Eugene Lindsey sert successivement sur l'USS Nevada et sur le Saratoga avant de rejoindre une unité de bombardement du Lexington. Le 3 juin 1940, il prend les commandes de la 6e escadrille de torpilleurs, rattachée à l'Enterprise.
Le 7 décembre 1941, alors que les Japonais attaquent Pearl Harbor, l'Enterprise est en mer. Son premier combat a lieu le 1er février 1942 lors du raid contre les îles Marshall. Il participe quelques jours plus tard à l'attaque contre l'atoll de Wake.
Quelques jours avant la bataille de Midway, le 28 mai 1942, Eugene Lindsey est blessé en ratant son appontage sur l'Enterprise. Souffrant de fractures aux côtes, il tient cependant à servir à la tête de son escadrille lors de l'engagement contre les Japonais. Il meurt le 4 juin 1942 avec son mitrailleur Charles T. Grenat, lorsque leur Douglas TBD Devastator est abattu par un Zéro alors qu'ils attaquaient le Kaga.

## Dans la culture populaire
- Dans le film Midway (2019), Lindsey est interprété par l'acteur américain Darren Criss.